# Reel Big Fish
Reel Big Fish is een ska-punk band uit Zuid-Californië. Ze waren een van de vele bands die het succes van No Doubt en Sublime volgden. Zoals de meeste van deze bands onderscheidden ze zich door overbewegelijke shows te geven, humor erin te gebruiken en ironische covers te maken. Ze braken door in de zomer van 1997, toen hun eerste single Sell Out het favoriete nummer van een moderne rockradiozender en MTV werd.
Gevestigd in Huntington Beach, Californië, was Reel Big Fish een trio dat bestond uit zanger/gitarist Aaron Barrett, bassist Matt Wong en drummer Andrew Gonzales. In die fase was de band een doorsnee rockband met pop-metal neigingen. Na een aantal maanden ontdekte de band ska en besloten ze koperblazers aan de band toe te voegen. Reel Big Fish had een moeilijke tijd omdat het moeilijk was om goede bespelers van koperblazers te vinden. Het duurde een paar jaar voordat ze hun uiteindelijke samenstelling vonden, met Tavis Werts (trompet), Scott Klopfenstein (trompet, zanger), Grant Barry (trombone) en Dan Regan (trombone) tot stand kwam. Inmiddels hebben Tavis Werts en Grant Barry de band weer verlaten en is John Christianson daarvoor in de plaats gekomen. Ook Andrew Gonzales is gestopt en Ryland Steen heeft zijn plek achter de drums ingenomen.
Met de oorspronkelijke samenstelling heeft Reel Big Fish zijn debuutalbum Everything Sucks opgenomen. Ze hebben het album zelf uitgebracht in 1995. Everything Sucks werd een underground hit in ska-punk- en schoolkringen. Door het succes van dit album, mocht Reel Big Fish een contract teken bij platenmaatschappij Mojo Records. Het eerste album dat ze onder dit contract maakte was Turn the Radio Off. Het album werd in augustus 1996 uitgebracht. Het jaar erna gingen ze op tournee. In 1997 werd Sell out een grote hit en het album kwam de top 100 binnen. In 1998 speelde de band een rol in de film BASEketball.
Met hun cd  We're Not Happy 'Til You're Not Happy  uit 2005 werd hun succes nog eens versterkt. In 2006 brak de band met platenmaatschappij Jive Records. Eind 2006 kwam in eigen beheer de live verzamel-cd/dvd Our live album is better than your live album uit. In juli 2007 verscheen weer een studio cd Monkeys for nothin'and the chimps for free.

## Discografie

### Studioalbums
| Jaar                         | Album                                       | Label                     |
| ---------------------------- | ------------------------------------------- | ------------------------- |
| 1995 (heruitgegeven in 2000) | Everything Sucks                            | Piss-Off Records          |
| 13 augustus 1996             | Turn the Radio Off                          | Mojo Records/Jive Records |
| 20 oktober 1998              | Why Do They Rock So Hard?                   | Mojo Records/Jive Records |
| 25 juni 2002                 | Cheer Up!                                   | Mojo Records/Jive Records |
| 5 april 2005                 | We're Not Happy 'Til You're Not Happy       | Mojo Records/Jive Records |
| 10 juli 2007                 | Monkeys for Nothin' and the Chimps for Free | Rock Ridge Music          |
| 20 januari 2009              | Fame, Fortune and Fornication               | Rock Ridge Music          |

### Livealbums
- Our Live Album Is Better Than Your Live Album (22 augustus 2006, verkocht bij de dvd You're All In This Together)